# ردیف میرزاعبدالله (آلبوم)
ردیف میرزاعبدالله نام یک آلبوم موسیقی می‌باشد که در آن محمدرضا لطفی به‌عنوان سرپرست و ردیف‌نواز تار و سه‌تار، شش قطعه قدیمی از دستگاه ماهور را با همکاری گروه بانوان شیدا اجرا کرده‌اند. خواننده این اثر علیرضا شاه‌محمدی می‌باشد که آثاری از درویش‌خان را اجرا کرده‌است.

## هنرمندان
- محمدرضا لطفی - سرپرست گروه و نوازندهٔ تار، سه‌تار
- بهاره فیاضی - تار
- ساناز ستارزاده - تار
- هنگامه مشهدی‌الاصل - تار
- سپیده مشکی - سه‌تار
- نسترن هاشمی - سنتور
- نیلوفر حبیبیان - قانون
- بهنوش بهنام‌نیا - کمانچه
- فریبا موفقی - کمانچه
- نفیسه طباطبایی - نی
- آزاده شمس - قیچک‌ آلتو
- بهناز بهنام‌نیا - عود
- نیره فخری - عود
- گوهرناز مسائلی - تنبک
- المیرا نصیری - دف
- علیرضا شاه‌محمدی - آواز